# Bataille de Centane
Neuvième guerre cafre
La bataille de Centane ou de Kentani ou de Quintana est livrée le 7 février 1878 en Afrique du Sud, dans la Province du Cap pendant la neuvième guerre cafre (1877-1879).
Une armée xhosa, composée de guerriers galeka et rharhabe, attaque un camp britannique situé dans les monts Centane et subit une sévère défaite.

## Sources
- (en) Donald Featherstone, Victorian colonial warfare, Blandford, 1993,  (ISBN 0-7137-2255-X).
- (en) Dr Philip Gon, The Last Frontier War, The South African Military History Society, Military History Journal Vol 5 No 6, décembre 1982